# شیتوریو

شیتوریو یک  ورزش رزمی  و از مهم‌ترین سبک‌های ورزش کاراته است، که توسط کنوا مابونی (۱۹۵۲–۱۸۸۹) بنیان‌گذاری شد. 

شیتوریو متشکل از سیستم‌های ناهاته، شوری ته، توماری ته و  هاکاکوکن (درنای سفید)  در کاراته می‌باشد. از کاتا های سیستم های یاد در شیتوریو میتوان سی انچین در ناهاته، باسای دای در شوری ته، توماری باسای در توماری ته و نی پای پو در سیستم هاکاکوکن را نام برد. «شیتو» از نام‌های دو استاد بزرگ اوکیناوایی گرفته شده‌است. بدین صورت که «شی» از نام کانریو هیگااونا (شیااونا) استاد مسلم سیستم ناهاته و کلمه «تو» از نام آنکو ایتوسو بنیان‌گذار و استاد مسلم سیستم شوری ته.
در این مکتب توجه خاصی به نیرو و سرعت ورود آن و مرکز ثقل نیرو می‌شود. نشان (آرم) شی تو ریو برگرفته از نشان خانوادگی مابونی است. درجات در این سبک بدین ترتیب است: سفید- زرد - نارنجی - سبز - ابی- بنفش- قهوه‌ای و مشکی از دان یک الی ده. 